# Mário David Vanin
Mário David Vanin (Caxias do Sul, 7 de dezembro de 1941 — Porto Alegre, 14 de agosto de 2011) foi um político, advogado e professor brasileiro.

## Biografia
Nasceu na Linha Zambicari de São Marcos, então distrito de Caxias do Sul, em uma família de agricultores, filho de Antônio Vanin e Érica Aumond, que lhe deram oito irmãos. Queria inicialmente ser padre, e chegou a ingressar no Seminário Nossa Senhora de Aparecida em Caxias, mas só completou o curso médio. Voltou então a São Marcos para lecionar, mas acabou por cursar Ciências Jurídicas e Sociais na Universidade de Caxias do Sul (UCS), formando-se em 1967 com especialização em Comércio Exterior. Por muitos anos, até pouco antes de falecer, lecionou no Centro de Ciências Jurídicas da universidade, além de ter sido secretário da Faculdade de Direito na década de 1960.
Iniciou sua carreira política em 1967 como chefe de gabinete da Secretaria Estadual da Justiça, e nesta época também foi vice-presidente jurídico do Esporte Clube Juventude (1967-1969). Depois foi vereador (1969-1972), vice-presidente da Câmara (1971), duas vezes vice-prefeito (1973-1974; 1989-1992) e duas vezes prefeito de Caxias (1975-1976; 1993-1996). Também ocupou os cargos de diretor do Serviço Autônomo Municipal de Água e Esgoto (1974), secretário municipal do Planejamento (1988-1989), presidente da Associação dos Municípios da Encosta Superior do Nordeste do Estado (1986), e vice-presidente da Federação dos Municípios do Estado do Rio Grande do Sul (1995-1996). Presidiu a Festa da Uva em duas edições e foi um dos responsáveis pela aquisição do atual parque de exposições do evento. Como prefeito destaca-se sua atenção ao crescimento urbano e ao meio ambiente, concluindo os estudos iniciados pelo prefeito Mansueto Serafini Filho que levaram à promulgação de um novo Plano Diretor.
Os últimos vinte anos de sua vida foram perturbados pelo transtorno bipolar, que o levou ao suicídio, quando estava internado no Hospital Mãe de Deus em Porto Alegre para tratamento de outros problemas de saúde. Seu falecimento foi lamentado no Senado Federal com um Voto de Pesar, e o deputado federal Pepe Vargas o elogiou dizendo que "Mário Vanin foi um líder político muito importante da nossa cidade. Meu contato com ele foi maior depois que o sucedi como prefeito. Mesmo sendo adversários políticos, esta relação me mostrou que ele tinha consciência ideológica firme andando ao lado de uma forma de convivência gentil e amistosa. Vanin deixa um legado importante e um vácuo na nossa vida política". Foi casado com Vera Menegotto, deixando os filhos Simone, Rachel e Thiago.
Em 1993, foi distinguido pela UCS com a Medalha do Mérito Universitário. Em 2008, recebeu da Câmara o título de Cidadão Emérito pela destacada contribuição à comunidade, quando foi salientada "sua personalidade marcada pela ética, pela verdade e pelo respeito [que] lhe garantiram uma imagem integra". Em 2012, sua trajetória foi resgatada por Marcos Kirst no livro Varda de Far Polito: As Memórias de Mário David Vanin. Segundo o autor, "o propósito deste livro é resgatar e consolidar as memórias de Mário David Vanin, cidadão caxiense que mesclou como poucos sua biografia com a trajetória da cidade, na qual atuou durante sete décadas, moldando nela suas ativas participações profissional, comunitária, educacional, política e pessoal. Vanin foi uma das personalidades mais marcantes de Caxias do Sul na segunda metade do século XX, testemunhando a história e protagonizando-a a partir de seu envolvimento direto em diversos segmentos". No mesmo ano a Câmara de Caxias batizou um viaduto da cidade com seu nome. Em 2013, a Câmara instituiu em sua memória o Prêmio Doutor Mário David Vanin de Direito, que destaca os advogados de relevante atuação comunitária. No ano seguinte foi homenageado no desfile de carros alegóricos da Festa da Uva.